# دون بروس
دون بروس (بالإنجليزية: Don Burrows)‏ هو عازف جاز أسترالي، ولد في 8 أغسطس 1928 في سيدني في أستراليا.

## وصلات خارجية
- دون بروس على موقع IMDb (الإنجليزية)
- دون بروس على موقع ميوزك برينز (الإنجليزية)
- دون بروس على موقع أول ميوزيك (الإنجليزية)
- دون بروس على موقع ديسكوغز (الإنجليزية)